# Рыбное филе

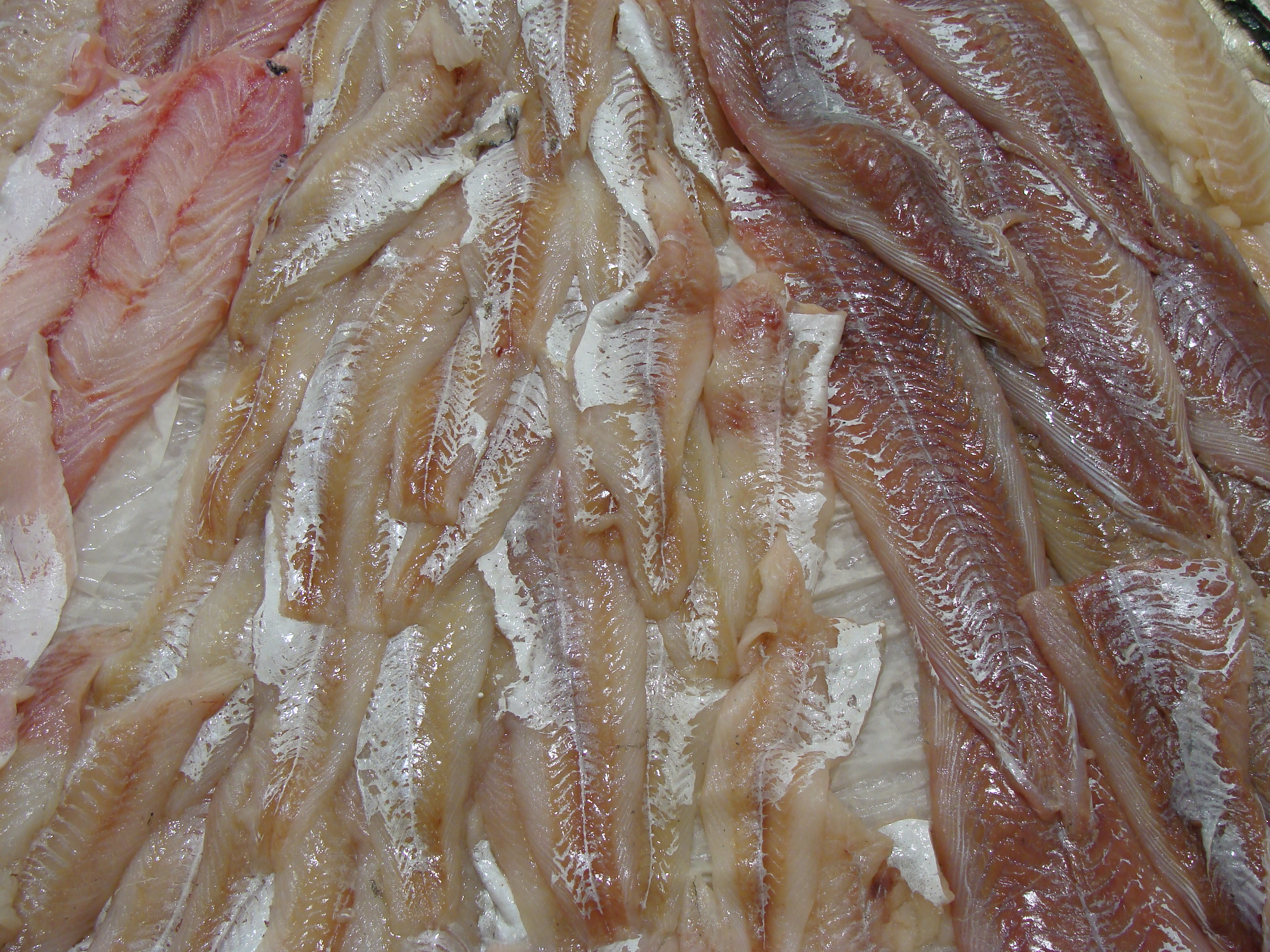
Рыбное филе без кожи

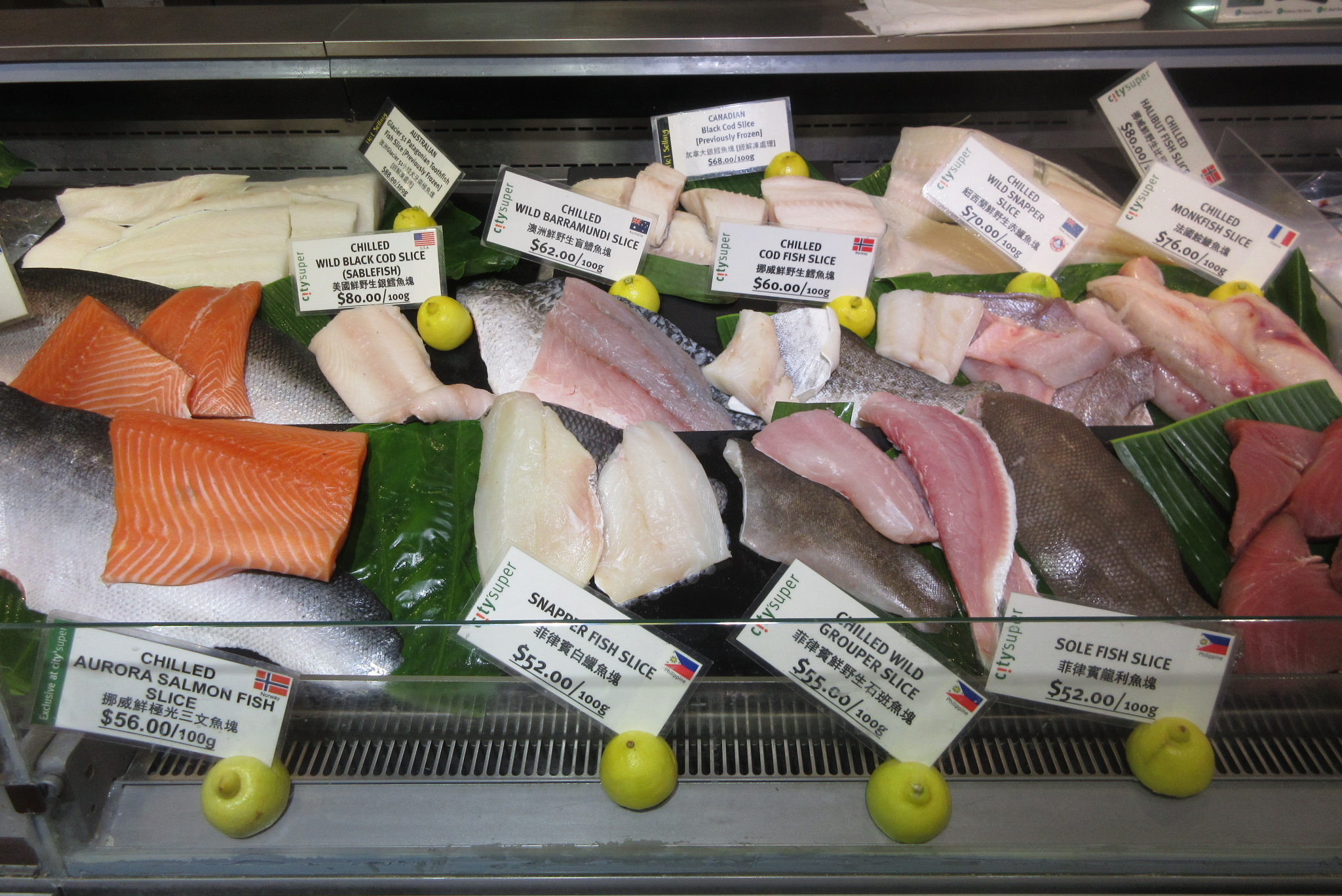
Охлаждённое филе разных видов рыбы на прилавке гонконгского супермаркета

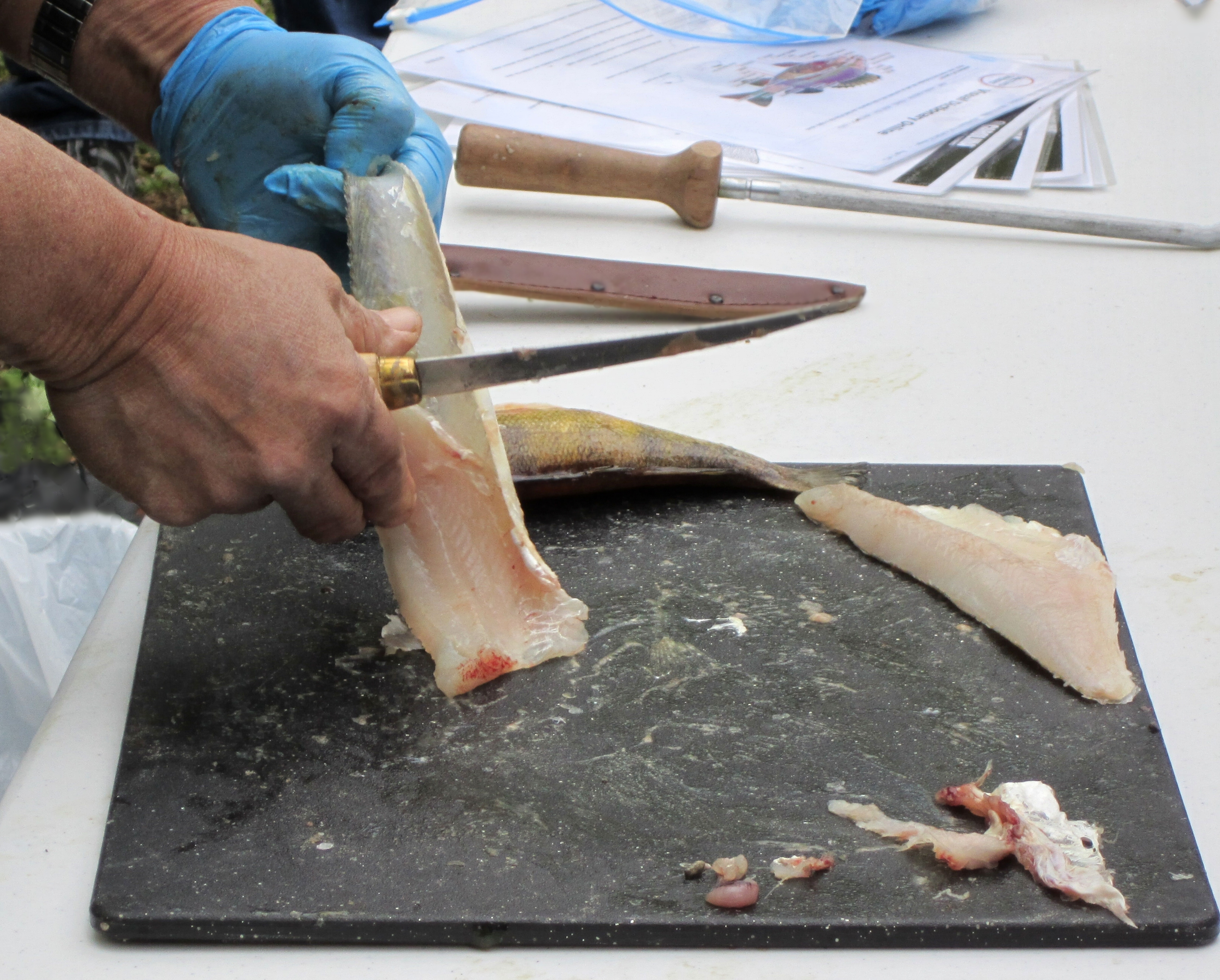
Ручное филетирование со снятием кожи

Рыбное филе — полностью съедобный продукт в виде мышечной ткани рыбы, срезанной с обеих сторон тушки рыбы после очистки от чешуи и внутренностей. Наиболее полно отвечает требованиям рационального использования рыбы-сырца. Отходы от разделки перерабатываются на кормовую муку. Филе удобно для кулинарной обработки: оно освобождено от костей или содержит их лишь в незначительном количестве. Рыбное филе поставляется с кожей и без кожи. На производство филе идёт живая или совершенно свежая рыба по качеству не ниже первого сорта. В зависимости от вида рыбы в соответствии с установленными стандартами и техническими условиями филе выпускают сдвоенным (филе «бабочка»), а также как филе-кусок, филе-ломтик, филе-спинка, филе — хвостовая часть.
По способу обработки рыбное филе производят двух видов: охлаждённое и мороженое. В России выпускают преимущественно мороженое филе, в основном из рыб семейства тресковых (треска, минтай, пикша, сайда), морского окуня, зубатки, палтуса, судака, сома, а также осетровых (белуга, осётр, севрюга) и карповых (сазан, лещ, жерех). Производство рыбного филе в СССР началось по инициативе А. И. Микояна, который говорил в этой связи: «Хозяйки, надо полагать, поблагодарят нас, так как хорошо очищенная рыба избавит их от лишнего труда и от грязной работы».
Производство рыбного филе ведётся на рыболовных морозильных траулерах с кормовым тралением, оснащённых механизированными и хорошо оборудованными цехами. В обрабатывающем отделении судов работают механизированные и ручные линии филетирования. При механизированном филетировании у потрошёной рыбы удаляют голову вместе с грудными плавниками, затем снимают филе и кожу. На линии ручного филетирования все операции выполняются вручную, кожу в большинстве случаев не снимают. Затем филе замораживают в противнях, выложенных целлофаном или пергаментом и закрытых крышками. Готовые брикеты укладывают в ящики из гофрированного картона и хранят в трюмах при температуре не выше −18 °C. Для поддержания высокого качества продукта рекомендуется хранить филе при температуре −29 °C… −30 °C.
На береговых предприятиях для выработки филе рыбу промывают и сортируют по видам, размеру и качеству, затем снимают чешую, потрошат и моют. Рыбу разрезают по брюшку, удаляют все внутренности и зачищают почки, не нарушая целостности желчного пузыря. Потрошеную рыбу моют для удаления остатков крови, слизи и загрязнений и филетируют на машинах или вручную. Затем филе промывают от загрязнений, остатков плёнки и кровяных сгустков и закрепляют в 10-процентном соляном растворе в течение 2—3 минут. Под воздействием соли на поверхности филе образуется уплотнённый и слегка законсервированный слой мяса, который сохранит присущие рыбе экстрактивные и ароматические вещества и воспрепятствует усушке. После стекания воды закреплённое филе разрезают на куски установленных размеров и укладывают без пустот взвешенными порциями в картонные и металлические формы, предварительно выстланные водонепроницаемой бумагой. Замораживание филе производится в скороморозильных аппаратах при температуре −18 °C. Наиболее удобными считаются многоплиточные аппараты. Процесс замораживания продолжается 2,5—3 часа. Готовое замороженное филе упаковывают в ящики.
Из рыбного филе готовят варёные и жареные рыбные блюда. «Краткая энциклопедия домашнего хозяйства» 1960 года не рекомендовала полностью размораживать рыбное филе перед варкой или жарением, так как из оттаявшего филе вытекает сок, что ухудшает его вкус. Мороженое филе в брикетах оттаивают при комнатной температуре. При оттаивании в воде филе теряет много ценных питательных веществ. Мороженое филе подвергают поэтому минимальной гигиенической обработке, чтобы сохранить больше сока и аромата в блюде.